# Comportamiento político
Las teorías de comportamiento político o  conducta política, como aspecto de la ciencia política, intentan cuantificar y explicar las influencias que definen la visión política, la ideología y los niveles de participación política de una persona. Sin embargo, se estableció un paradigma intelectual permanente en la investigación del comportamiento político. No obstante, el significado fundamental de su estudio para la era moderna fue el giro hacia los votantes, y al hacerlo ayudó a transformar el estudio sobre la ciudadanía y las políticas democráticas”. Los principales teóricos de este tema son Karl Deutsch y Theodor Adorno.

## Dos enfoques en el estudio del comportamiento político
La ciencia política ha intentado explicar el comportamiento y la participación política requiere de un comportamiento observable llevado a cabo en un ámbito público o colectivo por parte de un ciudadano para poder ser considerada como tal a través de numerosos modelos teóricos, que en la mayor parte de los casos se conectan entre sí. Sin embargo, pueden distinguirse dos formas diferentes de aproximación al estudio del comportamiento político: el conductismo y la teoría de la elección racional.

### Teoría de la elección racional
La teoría de la elección racional, también conocida como teoría de la acción racional es un marco teórico propio de la ciencia política y la economía que es utilizado para entender y modelar formalmente el comportamiento social y económico. Es la principal corriente teórica en la microeconomía y supone que el individuo o agente tiende a maximizar su utilidad-beneficio y a reducir los costos o riesgos. Los individuos prefieren más de lo bueno y menos de lo que les cause mal.
La teoría es utilizada en las ciencias políticas para interpretar los fenómenos políticos a partir de supuestos básicos que derivan de principios de la economía: el comportamiento de los individuos en el sistema político es similar al de los agentes en el mercado, siempre tienden a maximizar su utilidad o beneficio y a reducir los costos o riesgos. Esta racionalidad tiene que ver con una cierta intuición que lleva a los individuos a optimizar y mejorar sus condiciones.
El  actor individual es la unidad de análisis de esta teoría. Se asume que todos los individuos son egoístas, y todo individuo tiene la capacidad racional, el tiempo y la independencia emocional necesarias para elegir la mejor línea de conducta desde su punto de vista. Por tanto, todo individuo se guía racionalmente por su interés personal, independientemente de la complejidad de la elección que deba tomar. Esto no implica necesariamente que estos supuestos sean ciertos, es decir, que los individuos reales se comporten de esa manera en todo y cada momento. Pero se supone que se puede explicar el comportamiento observado en un agregado, como un mercado, si suponemos que así es, tal y como sugieren Gary S. Becker o Milton Friedman.
Esta corriente también tiene su origen en la sociología comprensiva de Max Weber. Para este autor, el estudio de la sociedad exige la construcción de "tipos ideales", es decir, unos modelos teóricos que no son necesariamente ciertos, pero que recogen los rasgos fundamentales del problema que se desea estudiar. La elección racional sería un tipo ideal en este sentido, debido a que si entendemos que lo que realiza un agente es racional, ya es suficiente para explicar su acción. Pero para ello es necesario que identifiquemos cuáles son los fines que pretende el agente, y cuáles son los medios que considera válidos para alcanzar tales fines. Esto aparta la sociología comprensiva de las teorías más economicistas de la elección racional, que suponen que tanto los medios como los fines son universales, y que las acciones varían debido a variaciones en el capital.
Anthony Downs fue el pionero en la aplicación de los criterios económicos al comportamiento electoral. Otros autores que impulsaron esta corriente dentro de la ciencia política moderna fueron Mancur Olson, Kenneth Arrow, James M. Buchanan, Raymond Aron, Gordon Tullock y William Ricker. El marxismo analítico, a través de autores como John Roemer o Jon Elster, se ha esforzado por compatibilizar el marxismo con la elección racional. 

## Influencias de largo plazo en la orientación política
Hay tres fuentes principales de influencia que conforman la orientación política y que crean efectos de largo plazo.
Generalmente, la influencia primaria se origina en la familia. Los niños a veces adoptan los valores ideológicos de sus padres. Algunos teóricos han reivindicado que la familia tiene tendencia a ser la fuerza más fuerte e influyente de toda la existencia humana. Por ejemplo, hay ensayos que atribuyen el radicalismo del movimiento estudiantil de los años 1930 a la influencia de los padres.
En segundo lugar, los profesores y otras figuras de autoridad educacional tienen un impacto significante en la orientación política. La educación superior aumenta considerablemente el impacto de conciencia y orientación política. Un estudio de octubre de 2004 de 1.202 estudiantes de pregrado en Estados Unidos demostró que un 87% de ellos se registraron para votar, comparado con un promedio nacional de 64% de adultos estadounidenses. Un estudio en la Universidad de Santa Clara también demostró que un 84% de estudiantes allí se registraron para votar. También considera que durante la niñez y la adolescencia se tiene el nivel más alto de impresionabilidad.
En tercer lugar, los coetáneos afectan la orientación política. Una misma generación colectivamente desarrolla una colección única de asuntos sociales. Eric L. Bey ha reivindicado que "la socialización es el procedimiento a través del cual los individuos adquieren el conocimiento, las costumbres y las orientaciones de valor que serán útiles en el futuro".

## Influencias de corto plazo en la orientación política
Los factores de corto plazo también afectan al comportamiento electoral: los medios de comunicación y el impacto de asuntos individuales de elección figuran entre estos factores. Estos factores difieren de los factores de largo plazo porque a menudo son efímeros. Sin embargo, pueden ser tan cruciales como los factores de largo plazo al modificar la orientación política. Las maneras en que estas dos fuentes son interpretadas a menudo dependen de la ideología política específica del individuo formada por los factores de largo plazo.[cita requerida]
La mayoría de los científicos políticos están de acuerdo en que los medios de comunicación masivos tienen un impacto profundo en el comportamiento electoral. Un autor[¿quién?] afirma que "existen pocos que argumentarían contra la noción de que los medios de comunicación de masas son importantes en la política contemporánea… en la transición a la política democrático liberal en la Unión Soviética y Europa Oriental los medios de comunicación fueron un lugar de batalla clave".[cita requerida]
En segundo lugar, hay factores de campaña electoral. Estos incluyen los asuntos de campaña, debates y propaganda. Los años de elección y las campañas políticas pueden mover ciertos comportamientos políticos basados en los candidatos implicados, que obtienen distintos grados de eficacia al influir a los votantes.[cita requerida]

## La influencia de grupos sociales sobre los resultados políticos
Recientemente, algunos cientistas políticos se han interesado en muchos estudios que tuvieron el fin de analizar la relación entre el comportamiento de grupos sociales y los resultados políticos. Algunos de los grupos sociales incluidos en sus estudios han sido demográficas de edad, género y etnias.
Por ejemplo, en la política estadounidense, el efecto de las etnias y del género ha tenido una gran influencia sobre los resultados políticos. Asimismo, los latinoamericanos tienen una gran influencia sobre el resultado político gracias a su voto y están emergiendo como una fuerza política fuerte que promete. El aumento más perceptible en la votación latinoamericana fue durante las elecciones presidenciales estadounidenses de 2000, aunque los votos no compartieron una idea política común en ese momento. En las elecciones de 2006, el voto latinoamericano ayudó mucho en la elección del Senador de Florida Mel Martínez, aunque en las elecciones presidenciales estadounidenses de 2004, aproximadamente un 44% de latinoamericanos votaron para el Presidente republicano George W. Bush. Los latinoamericanos han demostrado un interés creciente en los asuntos en los que votan. Actualmente la inmigración ilegal ha capturado la mayoría de la atención y los latinoamericanos, aunque no son completamente unánimes, se preocupan de la educación, el empleo y la deportación de inmigrantes ilegales en los Estados Unidos.[cita requerida]
Hace más de siete décadas, las mujeres ganaron el derecho a votar y desde entonces han hecho una diferencia en los resultados de elecciones políticas. Dado que el derecho a ser activo políticamente les ha dado la oportunidad de expandir su conocimiento e influencia en sucesos de actualidad, ahora son consideradas como uno de los componentes principales de la toma de decisión del país en ambos política y economía. Según la Asociación Estadounidense de Ciencia Política, después de las elecciones presidenciales de 2004, el voto femenino quizás decidió el resultado de la carrera. Susan Carroll, autora de Votantes femeninos y la brecha de género, afirma que el aumento de la influencia femenina en los comportamientos políticos desemboca en cuatro resultados principales: las mujeres que votan superan en número a los hombres que votan; están teniendo lugar esfuerzos significativos para aumentar la inscripción y el número de mujeres que acuden a votar; se evidencia una brecha de género en las elecciones de 2004 como ha sucedido en cada elección presidencial desde 1980; y las mujeres constituyen una parte desproporcionalmente grande de los votantes indecisos a finales de campaña.[cita requerida]